# Erupção do Krakatoa em 1883
A erupção do Krakatoa em 1883 ocorreu em 27 de agosto daquele ano na ilha de Krakatoa, localizada no estreito de Sunda, entre as ilhas de Sumatra e Java, nas Índias Orientais Holandesas (atual Indonésia). A ilha desapareceu quando o vulcão homônimo, no monte Perboewatan — supostamente extinto — entrou em erupção. Esta é considerada a segunda erupção vulcânica mais fatal da história, a sexta maior erupção do mundo, além de o som mais alto já ouvido na História (o barulho do estrondo pôde ser ouvido a 5 mil quilômetros de distância).
A caldeira de magma do vulcão era monstruosa, possuía aproximadamente 16 km de diâmetro. O vulcão não parou de cuspir lava e houve ainda outras  erupções durante todo o ano. Antes da erupção, a ilha possuía 882 metros de altitude, mas após a erupção a ilha foi riscada do mapa, tendo-se um lago formado na cratera do vulcão, onde hoje vivem  várias espécies de plantas e pássaros.
Atualmente, na região da cratera, há uma nova formação rochosa em andamento chamada Anak Krakatau (Anak Krakatoa, filho de Krakatoa ou Krakatau), que já possui mais de 324 metros de altura, sendo que a cada ano aumenta cinco metros aproximadamente, podendo haver mudanças.

## Efeitos

Evolução das ilhas entre Krakatoa de 1880 a 2005.

A sucessão de erupções e explosões durou 22 horas e causou mais de 36 mil mortos. Sua explosão atirou pedras a aproximadamente 27 km de altitude e o som da grande última explosão foi ouvida a cinco mil quilômetros, na ilha de Rodrigues, tendo os habitantes ficado surpresos com o estrondo, supondo significar uma batalha naval. Houve muitos relatos de pessoas em um raio de 15 km de distância que tiveram seus tímpanos rompidos. O barulho chegou também até Austrália, Filipinas e Índia.

### Atmosféricos
Os efeitos atmosféricos da catástrofe, como poeira e cinzas circundando o globo, causaram estranhas transformações na Terra, como súbita queda de temperatura e transformações no nascer e pôr do Sol por aproximadamente 18 meses e levando até anos para voltar ao normal. Todas as formas de vida animal e vegetal da ilha foram destruídas. 
De acordo com registros climáticos e recentes estudos, a temperatura global decaiu 1 ºC em decorrência da grande quantidade de gases e partículas que foram lançados na atmosfera na ocasião da erupção.

### Tsunami

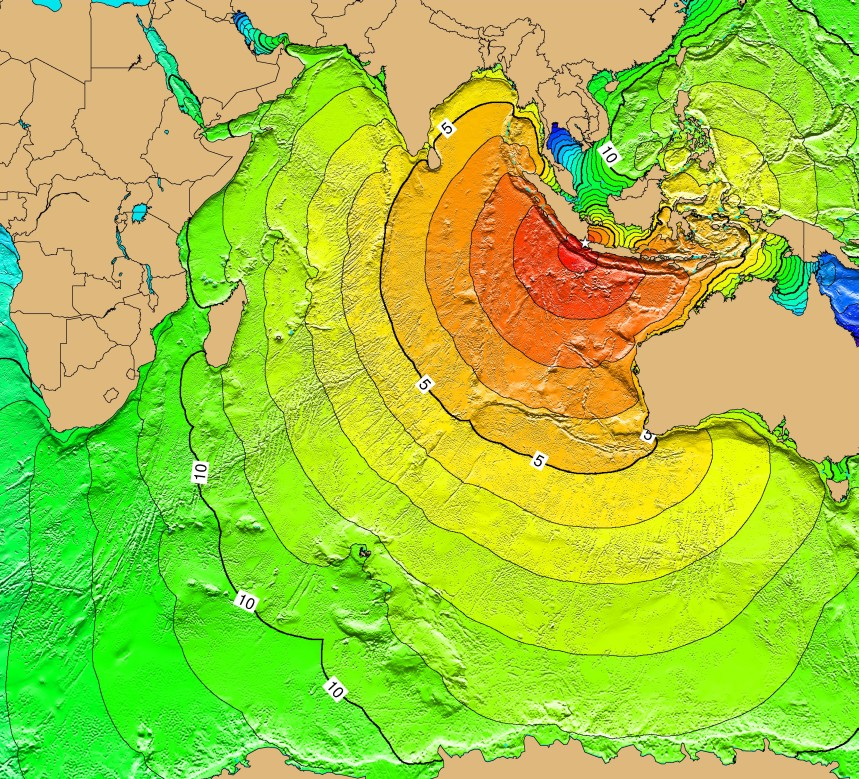
Mapa do alcance do tsunami gerado pela explosão.

Por causa das explosões, vários tsunamis ocorreram em diversos pontos do planeta. Perto das ilhas de Java e Sumatra, as ondas chegaram a mais de 40 metros de altura. Provavelmente o tsunami mais destrutivo registrado na história originou-se da explosão do Krakatoa, em uma série de quatro explosões que espalharam cinzas pelo mundo. A maioria das vítimas foi morta pelas ondas gigantes e não pela erupção que destruiu dois terços da ilha. Ondas tsunami geradas pela erupção foram observadas em todo o oceano Índico e no Pacífico, na costa oeste dos EUA, na América do Sul e até no canal da Mancha. Elas destruíram tudo em seu caminho e levaram para a costa blocos de corais de até 600 toneladas.
O escritor Simon Winchester descreveu o evento no seu livro: Krakatoa: The Day the World Exploded (Krakatoa: O dia em que o mundo explodiu). Um navio que se encontrava na área, de nome Berouw, foi arrastado terra adentro, tendo toda a tripulação morrido. De acordo com Winchester, corpos apareceram em Zanzibar e o som da destruição da ilha foi ouvido na Austrália e na Índia.